# Bombay Beach (Film)
Bombay Beach ist ein Dokumentarfilm aus dem Jahr 2011, bei dem die israelische Filmemacherin Alma Har'el Regie führte und den sie auch produzierte. Der Film wurde für den Independent Spirit „Truer than Fiction“ Award nominiert, gewann beim Tribeca Film Festival 2011 den Preis für den besten Dokumentarfilm und wurde an mehreren Universitäten, darunter der Duke University und dem Sensory Ethnography Lab and Film Center in Harvard, als ein das Genre neu definierendes Werk gelehrt.
Bombay Beach spielt am Saltonsee, einem rostenden Relikt eines gescheiterten Entwicklungsbooms der 1950er Jahre. Der Film ist in der Art eines traumhaften Gedicht inszeniert, in dem drei persönliche Geschichten mit einer stilisierten Mischung aus dokumentarischer Beobachtung und choreografiertem Tanz zu eigens für den Film komponierter Musik von Zach Condon von der Band Beirut und Songs von Bob Dylan verbunden werden.
Der Filmemacher Terry Gilliam nannte den Film „einen schönen, schrulligen und letztlich sehr bewegenden Film über den amerikanischen Traum am Rande eines Wüstenmeers“.

## Inhalt
Der Film erzählt die Geschichte von drei Protagonisten: Benny Parrish, ein Junge, bei dem eine bipolare Störung diagnostiziert wurde und dessen aufgewühlte Seele und lebhafte Fantasie ihm und seiner komplexen und liebevollen Familie sowohl Leid als auch Freude bereiten; „CeeJay“ (gespielt von Cedric Thompson), ein schwarzer Teenager und aufstrebender Footballspieler, der in Bombay Beach Zuflucht gesucht hat, in der Hoffnung, das gleiche Schicksal wie sein Cousin zu vermeiden, der von einer Jugendbande in Los Angeles ermordet wurde; und Red, ein alter Überlebenskünstler, einst Arbeiter auf einem Ölfeld, der von den Dämpfen des Whiskeys, der Zigaretten und einer unbändigen Lebenslust lebt.
Zusammen entsteht durch ihre Perspektiven ein Bild vom Aufwachsen und Altwerden in einer hoffnungslosen Umgebung des Niedergangs.
Die New York Times schrieb: „[Bombay Beach] fühlt sich an wie ein Fiebertraum von einem alternativen Universum. Von einem Gefühl der Verwunderung durchdrungen, schwebt er und tanzt in seiner eigenen ätherischen Blase.“
Har'el erklärt über den Film: „Dieser Film kann nur dazu dienen, Einblicke in einige der größeren Themen zu geben, die man aus dem Leben dieser Menschen und der Art und Weise, wie sie ihr Leben an diesem besonderen Ort leben, herausgreifen kann. All diese Dinge, die man als falsch oder richtig, schlecht oder gut empfinden kann, liegen alle nebeneinander. Das ist die menschliche Lebenserfahrung, und das ist es, was ich mehr als alles andere illustrieren wollte: wie die Dinge nebeneinander existieren, all das Falsche und das Richtige zusammen, die Liebe und die Gewalt, der zerbrochene Traum und das Fortbestehen der Träume. Auch wenn der Traum zerbrochen ist, kann man immer noch die Menschen sehen.“

## Rezeption
Bombay Beach wurde 2011 in der Kategorie Panorama bei den 61. Internationalen Filmfestspielen in Berlin uraufgeführt. Auf Rotten Tomatoes erhielt er mit 77 % eine positive Bewertung bei 39 Rezensionen. Die Publikumsbewertung beträgt 78 %. Bombay Beach wurde auf verschiedenen Filmfestivals weltweit immer wieder von der Kritik gelobt. Höhepunkt dabei war die Auszeichnung als „Bester Dokumentarfilm“ auf dem Tribeca Film Festival 2011. Die Associated Press schrieb: „Alma Har'els lyrisches Debüt war wohl der Hit des Festivals und wurde von der Jury einstimmig ausgewählt […] Viele fiktionale Filme versuchen, die Würde des ländlichen Verfalls darzustellen, aber das authentisch-poetische Bombay Beach ist das einzig Wahre.“
Der Filmanzeiger schrieb: „Dieser Dokumentarfilm entpuppt sich als ein auffallend großartiges, starkes visuelles Porträt von Menschen am buchstäblichen Rand aller sozialen Ränder der westlichen Gesellschaften. Inmitten eines Filmfestivals mit 385 Filmen findet sich mit Alma Har'el’s Bombay Beach plötzlich ein filmisches Kleinod, dessen Ausstrahlung und Nachhaltigkeit das meiste der Berlinale in diesem Jahr und in den letzten Jahren völlig vergessen lässt.“
Village Voice nannte den Film einen „Hybrid-Doku-Knockout“, während Time Out NY behauptete: „Der Film stellt ständig alle üblichen Sachbuch-Tropen auf den Kopf.“ The Guardian beschrieb den Film als „eine unheimlich fesselnde Dokumentation über verlorene Seelen an einem verlorenen Ort.“
Andrew O’Hehir vom Magazin Salon beschrieb den Film wie folgt: „Entweder man mag diese Art von ehrgeizigem, mutigem, grenzenlosem Experiment oder man mag es nicht, und ich finde es absolut magisch und tragisch. Vielleicht brauchte es einen im Ausland geborenen jüdischen Filmemacher, um einen Film zu machen, der so positiv biblisch erscheint (…) über die aktuellen Bedingungen in Amerika.“ Weiterhin sei der Film von ungeheurem Mitgefühl durchdrungen und „zeichnet ein halb zufälliges Porträt des Lebens am unteren Ende der Rezessionspyramide.“
Martina Knoben hob in der Süddeutschen Zeitung hervor, dass der Film nicht immer nicht streng dokumentarisch sei, „aber doch cinéma vérité, wie es gemeint war“.
Für Christian Horn von moviepilot.de ist Bombay Beach „eine eigenartige Mischung aus Dokumentarfilm und Musical, in der Menschen am buchstäblichen Rand der Gesellschaft porträtiert werden: ein ungewöhnliches Konzept, das ästhetisch wie inhaltlich voll aufgeht“.

## Auszeichnungen
Tribeca Film Festival 2011
- Gewinner in der Kategorie Bester Dokumentarfilm

Woodstock Film Festival 2011
- Gewinner in der Kategorie „Bester Schnitt“

Camden International Film Festival 2011
- Gewinner in der Kategorie „Emerging Cinematic Vision“

Sheffield Doc/Fest 2011
- Gewinner der Juryauszeichnung inkl. besonderer Nennung

Guanajuato International Film Festival 2011
- Gewinner in der Kategorie „Beste Dokumentation“

Independent Spirit 2011
- Nominierung für den „Truer than Fiction“-Award

Cinema Eye Honors 2012
- Nominierungen für „Bestes Filmdebüt“ und „Beste Kameraführung“